# Andrew Dahlheim
Andrew Dahlheim, né le 9 juin 1988 à Dallas, est un coureur cycliste américain.

## Palmarès

### Par année
- 2010
  - 2e étape du Tour de Lawrence
  - 3e du championnat des États-Unis sur route espoirs
- 2011
  - 1re étape du Tour de Lawrence
- 2014
  - 2e étape du Tour of America's Dairyland
  - 3e étape du Hotter'N Hell Hundred
- 2015
  - Tour de Somerville
- 2017
  - 3e de l'Intelligentsia Cup

### Classements mondiaux
| Année            | 2011 |
| ---------------- | ---- |
| UCI America Tour | 303e |